# José Caro
José Antonio Caro Martínez, più semplicemente José Caro (Estepa, 8 marzo 1993), è un calciatore spagnolo, difensore dell'Estepona.

## Caratteristiche tecniche
Attraverso i pareri che vengono espressi su di lui, si definisce «un difensore centrale rapido capace di uscire palla al piede e con un buon gioco aereo».

## Carriera

### Club
Inizia a giocare a calcio all'età di 5 anni nel club del suo paese, l'Estepa Industrial. Prima di compiere i 14, seppur sempre iscritto alla squadra di Estepa, offre le sue prestazioni anche all'Escuela de Fútbol Peloteros, che seleziona giovani da 21 paesi della provincia. Notato in un torneo da un osservatore del Real Betis, viene ingaggiato dai verdiblancos dopo una partita di prova a metà stagione. Inizia così il suo primo anno nella categoria cadete.

#### Le giovanili nel Betis
Il secondo anno di esperienza nei cadete, per Caro il primo completo nel Betis, ottiene la vittoria del girone e il titolo di vice-campione dell'Andalusia. La stagione successiva arriva il salto di categoria nei juvenil, che per la stagione 2011-2012 hanno come obbiettivo un piazzamento che consenta la qualificazione alla Copa de Campeones o alla Copa del Rey di categoria. Nonostante il fallimento, dovuto più che altro a uno scarso rendimento esterno, Caro colleziona 27 presenze su trenta partite (giocando tutti i minuti a disposizione) nelle quali segna tre reti; inoltre esordisce anche nel Betis B.
Nel luglio 2012 firma un biennale con il Betis B, ma la prima stagione il club retrocede in Tercera División. Nonostante ciò riceve la prima convocazione in prima squadra, e la stagione successiva oltre a contribuire alla promozione del filiale in Segunda División B dopo il primo posto in campionato e la rimonta all'ultimo turno dei play-off (sotto 0–1 dopo il primo tempo del ritorno e l'andata persa 2–0 segnano il quarto gol all'ultima azione della partita), esordisce con la squadra A in tre competizioni.

#### Gli esordi e la promozione in prima squadra
La prima in assoluto è il 3 novembre 2013 nella sconfitta alla Rosaleda di Malaga, quando al 54º minuto subentra al posto dell'infortunato Damien Perquis. Solo quattro giorni dopo parte titolare nella sfida di Europa League contro il Vitória Guimarães: in questa edizione della competizione europea gioca tre partite, tutte vinte fuori casa senza reti al passivo. In Coppa del Re gioca invece entrambe le partite degli ottavi contro l'Athletic Bilbao, esordendo nella competizione l'8 gennaio 2014.
Il 16 marzo, durante la partita di campionato contro l'Elche, si infortuna al ginocchio sinistro (distorsione del legamento), il che lo costringe a stare fuori dal campo per poco più di un mese e saltare il ritorno degli ottavi di Europa League contro il Siviglia. Due giorni dopo l'infortunio rinnova con i béticos fino al 2017, anche grazie a una buona stagione in cui i cambi alla guida tecnica della squadra non hanno impedito l'inserimento in prima squadra.
All'inizio della stagione 2014-2015 viene definitivamente promosso in prima squadra e prende parte al suo primo ritiro pre-stagionale con la squadra maggiore.

## Statistiche

### Presenze e reti nei club
Statistiche aggiornate al 19 maggio 2014.
| Stagione            | Squadra             | Campionato          | Campionato | Campionato | Coppe nazionali | Coppe nazionali | Coppe nazionali | Coppe continentali | Coppe continentali | Coppe continentali | Altre coppe | Altre coppe | Altre coppe | Totale | Totale |
| Stagione            | Squadra             | Comp                | Pres       | Reti       | Comp            | Pres            | Reti            | Comp               | Pres               | Reti               | Comp        | Pres        | Reti        | Pres   | Reti   |
| ------------------- | ------------------- | ------------------- | ---------- | ---------- | --------------- | --------------- | --------------- | ------------------ | ------------------ | ------------------ | ----------- | ----------- | ----------- | ------ | ------ |
| 2011-2012           | Betis B             | SDB                 | 1          | 0          | -               | -               | -               | -                  | -                  | -                  | -           | -           | -           | 1      | 0      |
| 2012-2013           | Betis B             | SDB                 | 25         | 2          | -               | -               | -               | -                  | -                  | -                  | -           | -           | -           | 25     | 2      |
| 2013-2014           | Betis B             | TD                  | 19+6       | 0+1        | -               | -               | -               | -                  | -                  | -                  | -           | -           | -           | 25     | 1      |
| Totale Real Betis B | Totale Real Betis B | Totale Real Betis B | 45+6       | 2+1        |                 | -               | -               |                    | -                  | -                  |             | -           | -           | 51     | 3      |
| 2013-2014           | Real Betis          | PD                  | 4          | 0          | CR              | 2               | 0               | UEL                | 3                  | 0                  | -           | -           | -           | 9      | 0      |
| Totale Real Betis   | Totale Real Betis   | Totale Real Betis   | 4          | 0          |                 | 2               | 0               |                    | 3                  | 0                  |             | -           | -           | 9      | 0      |
| Totale carriera     | Totale carriera     | Totale carriera     | 55         | 3          |                 | 2               | 0               |                    | 3                  | 0                  |             | -           | -           | 60     | 3      |